# 神保東作
神保 東作（じんぼ とうさく、1850年7月4日（嘉永3年5月25日） - 1914年（大正3年）6月11日）は、日本の政治家、衆議院議員（1期）。

## 経歴
富山県出身。漢学を学ぶ。中新川郡会議員、同議長、石川県会議員、同常置委員、富山県会議員、同常置委員、同副議長となる。また、富山県農工銀行、滑川銀行、保寿堂各(株)取締役を務めた。
1908年の第10回衆議院議員総選挙において富山県郡部から憲政本党公認で立候補して当選した。衆議院議員を1期務め、1912年の第11回衆議院議員総選挙には出馬しなかった。1914年死去。